# The Chieftains
The Chieftains são um grupo musical irlandês.
Foi fundado em 1963, sabido para executar e popularizar a música tradicional irlandesa. O Chieftains conhecido deriva-se da tradução da língua inglesa da palavra gaélica irlandesa Taoiseach, significando um chefe do clã ou um líder. Alguns historiadores sugerem que na Irlanda antiga, um taoiseach era um rei menor.
A banda gravou muitos álbuns de música popular irlandesa instrumental. As colaborações múltiplas com os músicos populares de muitos gêneros, incluindo a música do país, música tradicional gaélica, música da Bretanha e da Newfoundland, e rock in roll. Executaram com Van Morrison, Moya Brennan, Mick Jagger, Elvis Costello, Roger Daltrey, Nanci Griffith, Tom Jones, Sinéad O'Connor, James Galway, The Corrs, Garfunkel, Sting, o dinheiro de Rosanne, Jim White, Tom Partington, Ziggy Marley, Lyle Lovett entre outros.
Em 1975, o grupo ganhou o elogio para seu álbum das mulheres da Irlanda para o filme Barry Lyndon de Stanley Kubrick. Ganhou seis prêmios Grammy e foi nomeado 21 vezes. Ganharam também um Oscar, um Emmy e um Genie. Em 2002 foram dados uma concessão da realização da vida pelo rádio 2 de BBC do Reino Unido. As tampas dianteiras dos primeiros quatro álbuns foram projetadas por Edward Delaney.

## Discografia
- The Chieftains 1 (1963)
- The Chieftains 2 (1969)
- The Chieftains 3 (1971)
- The Chieftains 4 (1973)
- The Chieftains 5 (1975)
- The Chieftains 6: Bonaparte's Retreat]] (1976)
- The Chieftains 7 (1977)
- The Chieftains Live! (1977)
- The Chieftains 8 (1978)
- The Chieftains 9: Boil the Breakfast Early (1979)
- The Chieftains 10: Cotton-Eyed Joe (1981)
- The Year of the French (1982)
- Concert Orchestra (1982)
- The Chieftains in China (1985)
- Ballad of the Irish Horse (1986)
- Celtic Wedding (1987)
- In Ireland (1987)
- Irish Heartbeat - With Van Morrison (1998)
- The Tailor Of Gloucester (1988)
- A Chieftains Celebration (1989)
- Over the Sea To Skye: The Celtic Connection - With James Galway (1990)
- Bells of Dublin (1991)
- Another Country (1992)
- An Irish Evening (1992)
- The Celtic Harp: A Tribute To Edward Bunting (1993)
- The Long Black Veil (The Chieftains)|The Long Black Veil (1995)
- Film Cuts (1996)
- Santiago (1996)
- Long Journey Home (1998)
- Fire in the Kitchen] (1998)
- Tears of Stone (álbum)|Tears of Stone (1999)
- Water From the Well (2000)
- The Wide World Over (2002)
- Down the Old Plank Road: The Nashville Sessions (2002)
- Further Down the Old Plank Road (2003)
- The Long Black Veil (The Chieftains)|The Long Black Veil (2004 Mobile Fidelity Gold CD reissue)
- Live From Dublin: A Tribute To Derek Bell (2005)
- The Essential Chieftains (2006)
- San Patricio (2010)